# María Rurik
María Rurik  de Galitzia (en húngaro: Rurik Mária) (21 de marzo de 1290 - 1305) Reina Consorte de Hungría, primera esposa del rey Carlos Roberto de Hungría.

## Biografía
Nació en Galitzia en 1290 como hija del Duque Leo IV y de su consorte de nombre desconocido. En 1304 fue tomada como esposa por el pretendiente al trono húngaro Carlos Roberto de Anjou Sicilia, quien ya se consideraba a sí mismo rey húngaro en medio del caos de sucesión de la corona. En 1305 la reina consorte dio a luz una niña que llevó el mismo nombre de la madre, María. Sin embargo, ambas murieron al poco tiempo después del parto: la madre a la semana por una fiebre, y la pequeña a los dos meses de nacer. Las dos fueron enterradas en la ciudad de Székesfehérvár.
Un año después, en 1306 el rey húngaro tomó una segunda esposa, María Piast de Polonia. 
| Predecesor: Inés de Habsburgo | Reina consorte de Hungría 1304-1305 | Sucesor: María Piast de Polonia |